# Amerikaanse grote zee-eend
De Amerikaanse grote zee-eend (Melanitta deglandi) is een vogel uit de familie der eendvogels (Anatidae). Deze soort komt voor in Alaska en noordelijk Canada.

## Leefwijze
Deze vogel voedt zich met schaaldieren, weekdieren en insecten.

## Verwante soort
Een verwante soort die voorkomt in Siberië en aan de Aziatische kusten van de Grote Oceaan werd eerder als ondersoort beschouwd, maar is nu afgesplitst als Aziatische grote zee-eend (Melanitta stejnegeri).